# Forthing Jingyi S50
Forthing Jingyi S50 — выпускающийся с 2014 года компактный автомобиль суббренда Forthing китайского автопроизводителя Dongfeng.

## Описание
Forthing Jingyi S50 дебютировал в 2014 году на Пекинском международном автосалоне под названием Dongfeng Fengxing Jingyi S50. Продажи начались в сентябре 2014 года. Автомобиль базируется на платформе Nissan B, на которой также выпускается Nissan Sylphy.

При разработке дизайна компания ориентировалась на Hyundai Sonata. Цены варьировались от 69900 до 102900 юаней. Автомобиль оснащается 1,5-литровым двигателем мощностью 118 л. с. в паре с пятиступенчатой механической трансмиссией и 1,6-литровым двигателем мощностью 120 л. с. в паре с вариатором.
- Вид спереди
- Вид сзади

В 2015 году автомобиль прошёл рестайлинг. Дополнительно устанавливается 2,0-литровый двигатель PSA EW мощностью 147 л. с.

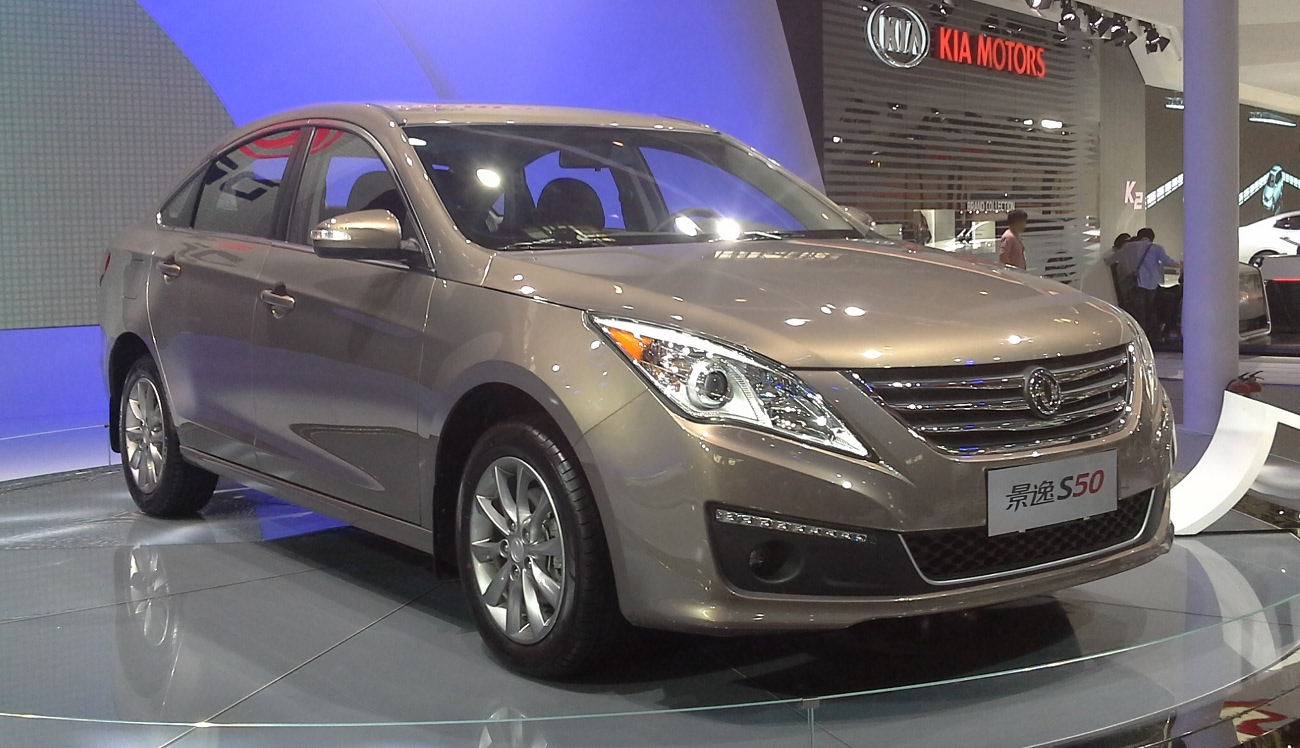
Вид спереди
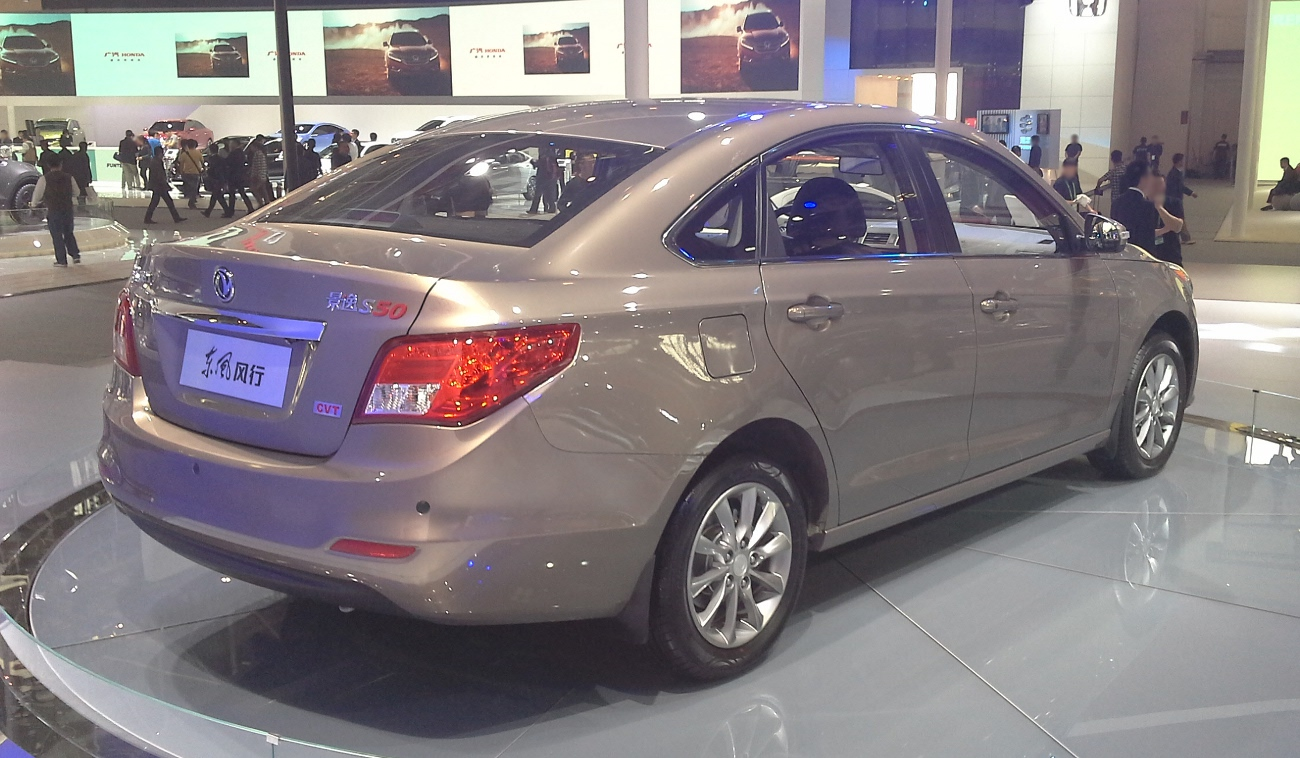
Вид сзади

С 2018 года на мировых рынках автомобиль называется Joyear S50.

## Forthing (Fengxing Jingyi) S50 EV
Forthing (Fengxing Jingyi) S50 EV является первым электромобилем на базе Forthing Jingyi S50. Запас хода составляет 250 км, максимальная скорость — 150 км/ч. Автомобиль оснащается электродвигателем мощностью 120 л. с. и крутящим моментом 280 Н⋅м. Выпускается с 2016 года.

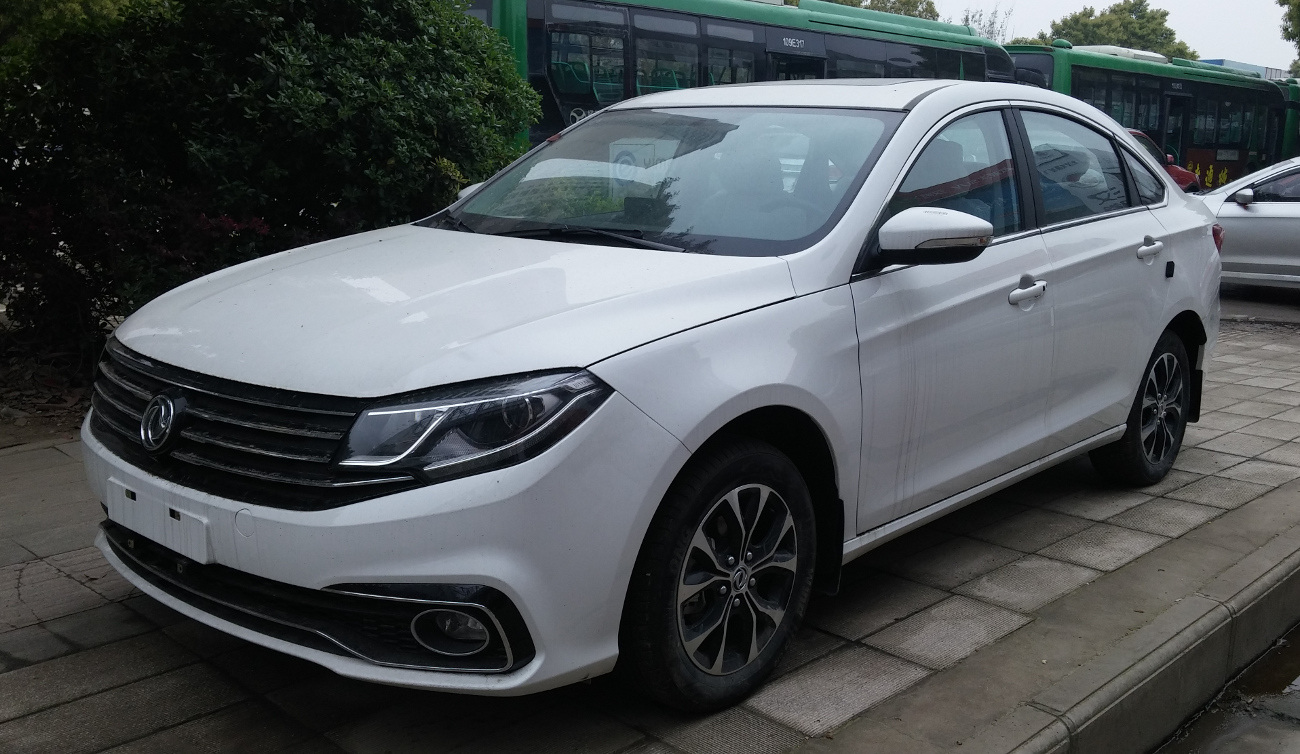
Вид спереди
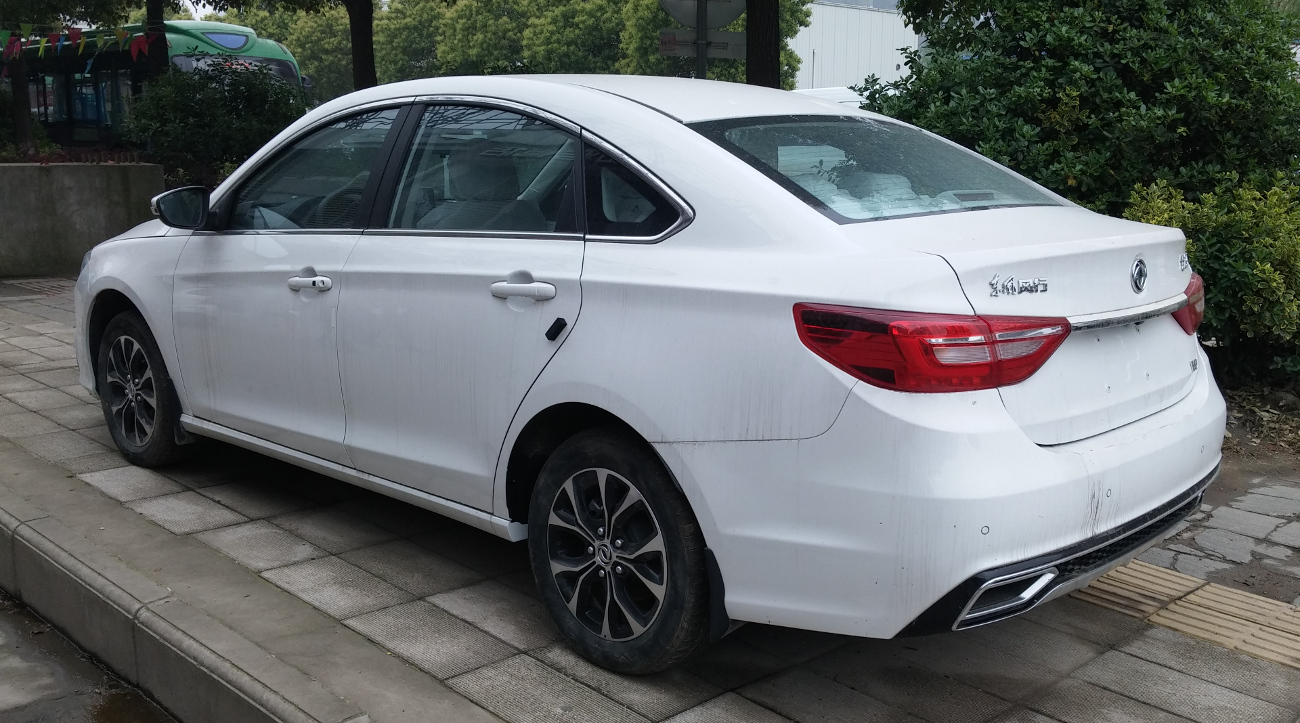
Вид сзади

## Forthing S60 EV
Forthing S60 EV является вторым электромобилем на базе Forthing Jingyi S50. Автомобиль оснащается электродвигателем мощностью 163 л. с. и крутящим моментом 280 Н⋅м, запас хода составляет 481 км. Двигатель питается от литиевого аккумулятора ёмкостью 57,2 кВт⋅ч.

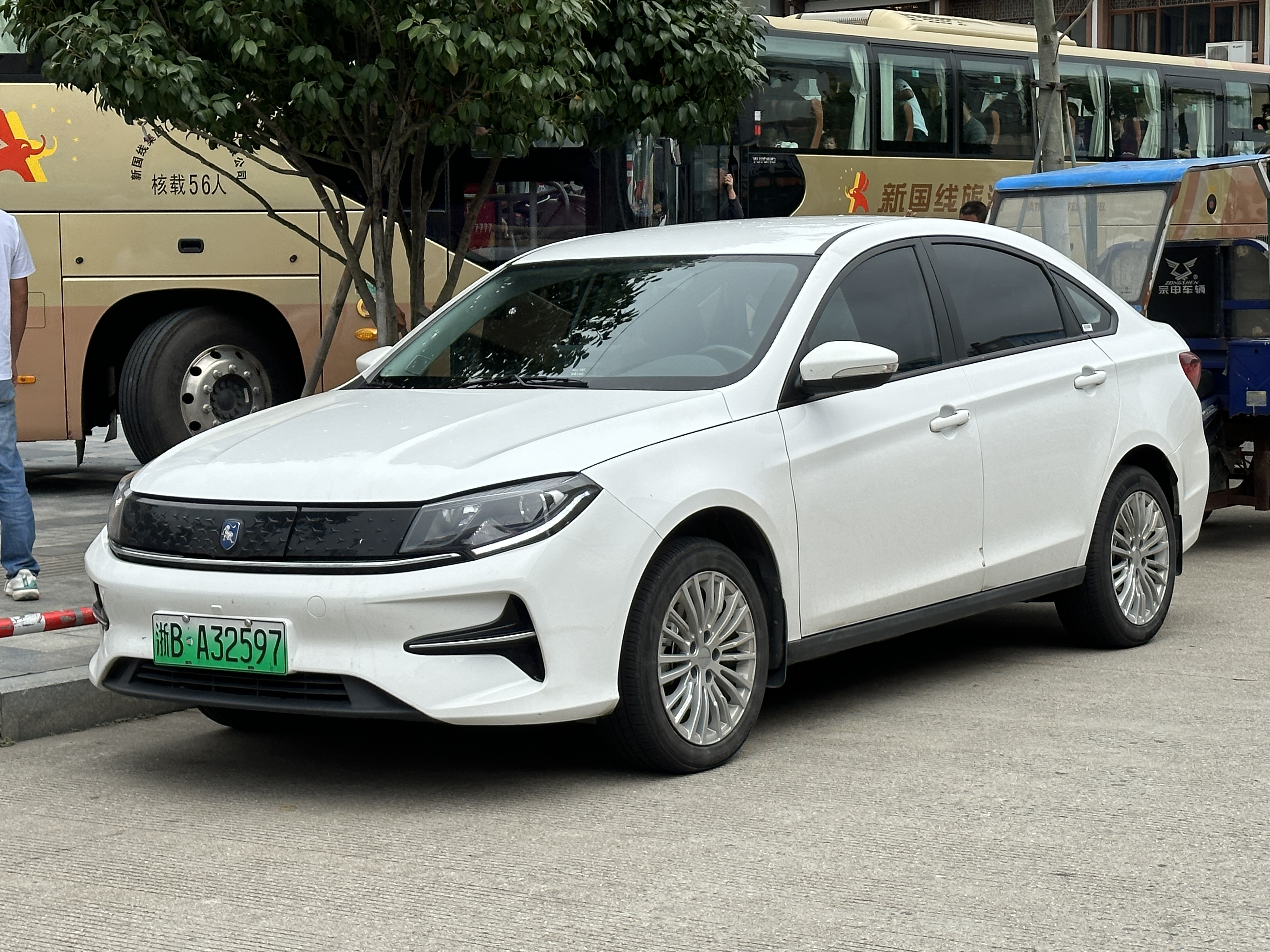
Вид спереди
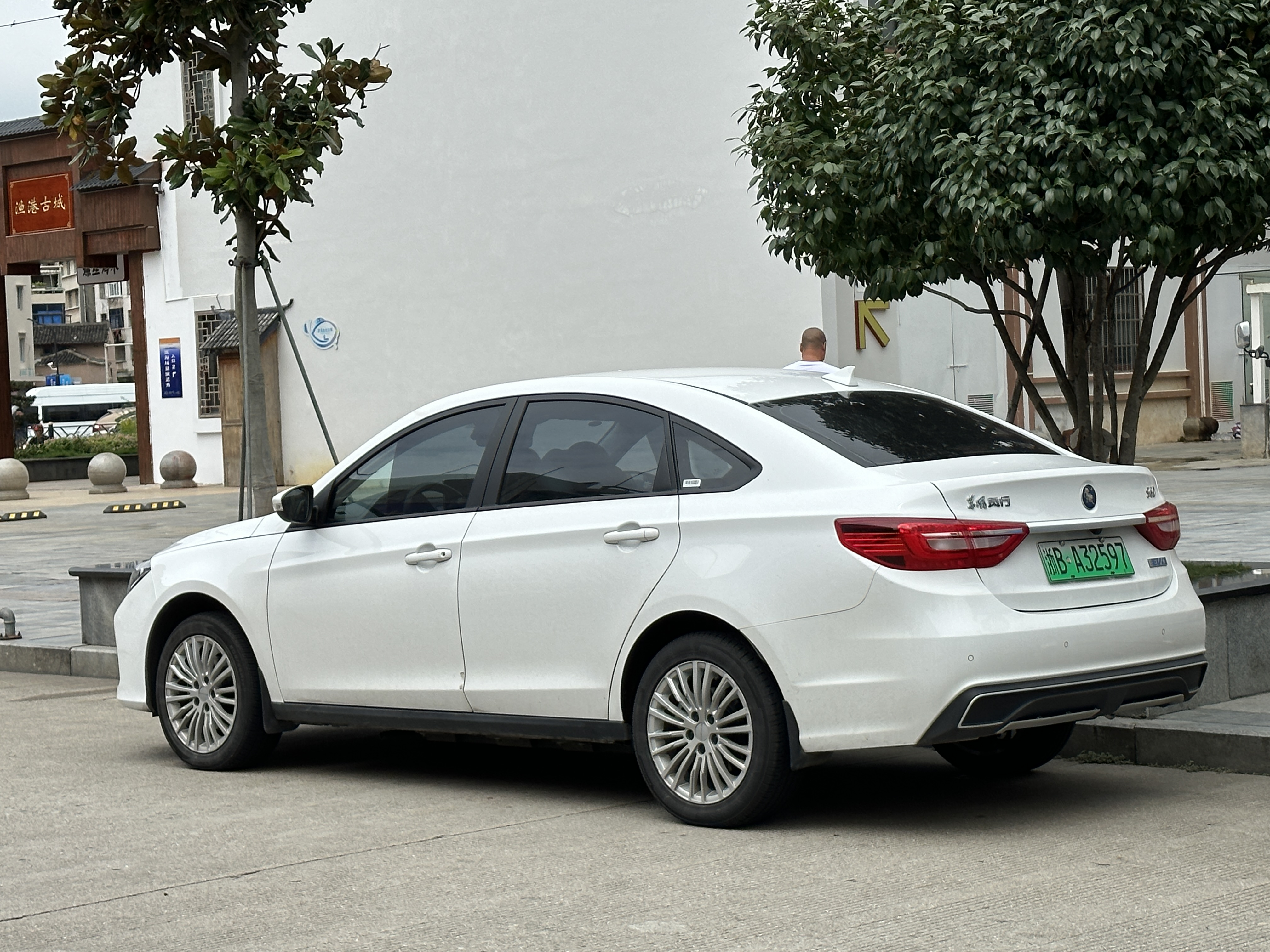
Вид сзади

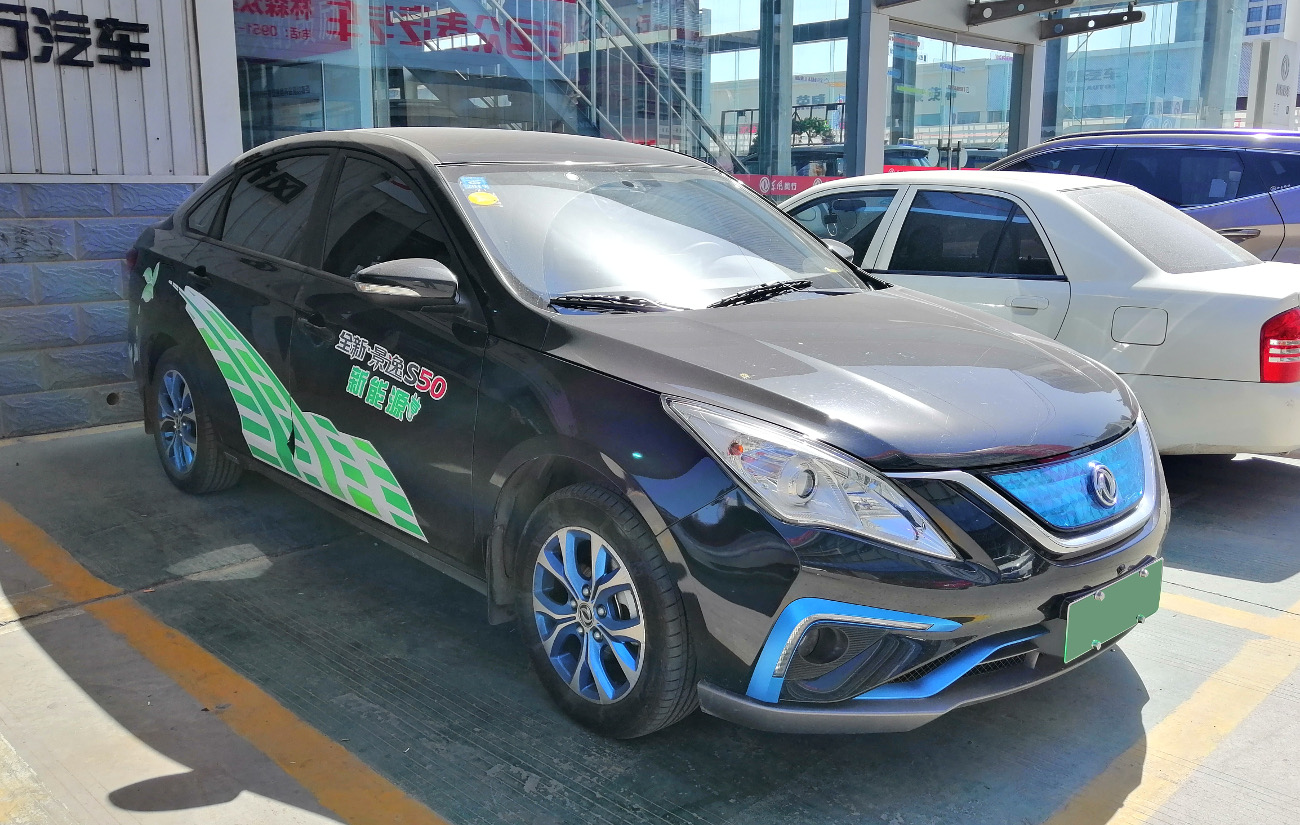
Вид спереди
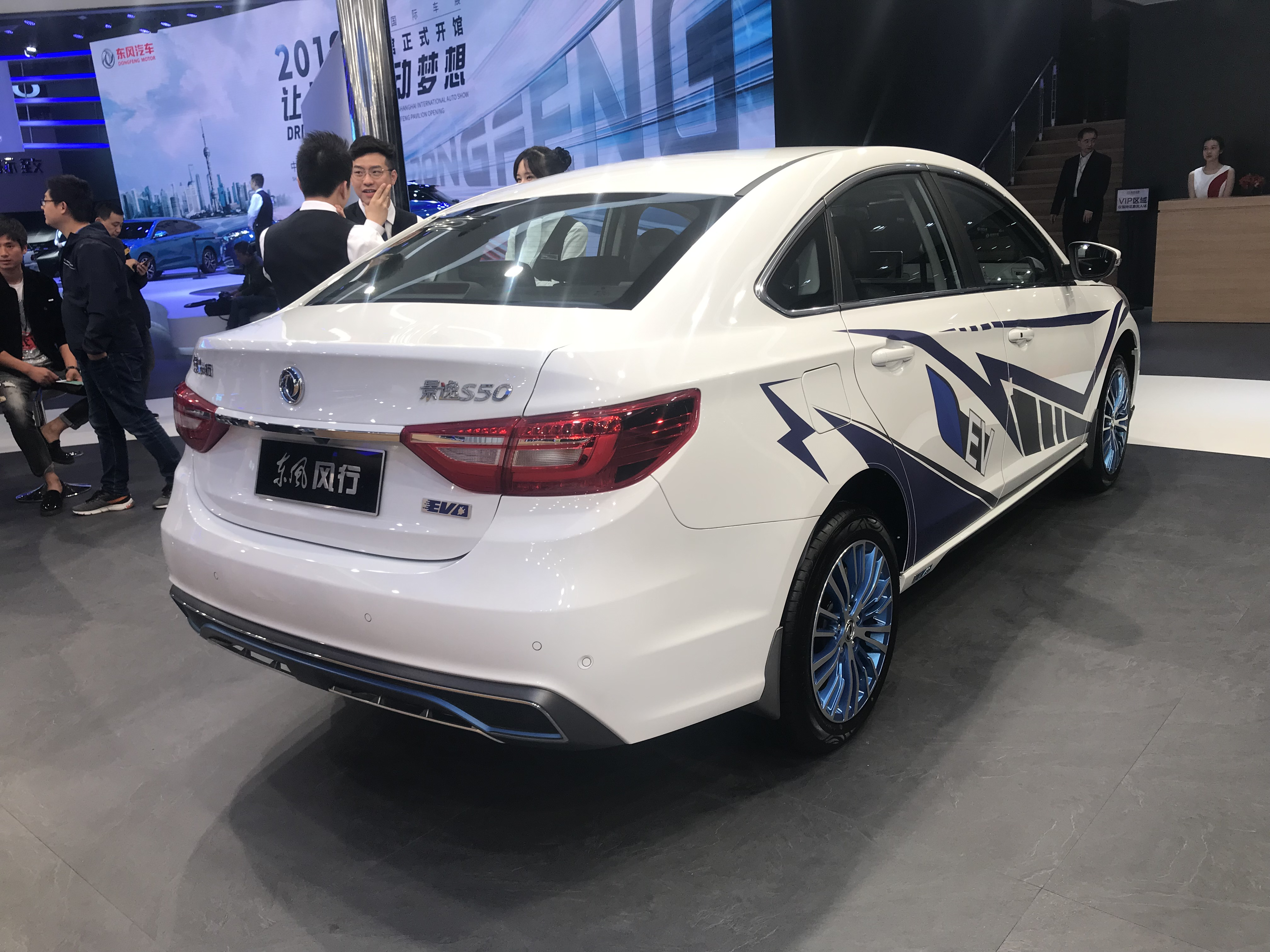
Вид сзади